# Советская Россия (выставка, 1960)
Первая Республиканская художественная выставка «Советская Россия», открывшаяся в 1960 году в Москве, стала одним из крупнейших событий года в советском изобразительном искусстве. За три месяца работы выставку посмотрели 400 тысяч зрителей.

## Организация
Организацией и подготовкой выставки занимался специально созданный выставочный комитет в составе 97 человек под председательством Попова А. И., министра культуры РСФСР и при участии Михаила Аникушина, Александра Бубнова, Георгия Верейского, Александра Герасимова, Сергея Герасимова, Алексея Грицая, Александра Дейнеки, Бориса Иогансона, Анатолия Левитина, Андрея Мыльникова, Ярослава Николаева, Алексея Пахомова, Вениамина Пинчука, Аркадия Пластова, Юрия Подлясского, Федора Решетникова, Иосифа Серебряного, Владимира Серова, Николая Томского, Михаила Труфанова, Юрия Тулина, Софьи Юнович и других известных мастеров изобразительного искусства России. Для экспонирования были отобраны свыше 2400 произведений живописи, скульптуры, графики, театрально-декорационного и декоративно-прикладного искусства, представляющих творчество художников всех областей, краёв и автономных республик Российской Федерации. Издан подробный каталог выставки.

## Участники
- В крупнейшем разделе живописи экспонировались произведения более 500 авторов[4].

## Произведения
Для экспонирования на выставке были отобраны произведения, созданные художниками за 1959—1960 годы, а также небольшое количество более ранних работ. В экспозиции были представлены основные виды и жанры современного изобразительного искусства: тематическая композиция, портрет, пейзаж, натюрморт. Практически все произведения экспонировались впервые. Многие из них впоследствии оказались в собраниях художественных музеев, были приобретены Художественным фондом РСФСР, галереями и коллекционерами.
Исторический жанр был представлен работами «Первый день Советской власти», «Труженики войны» Николая Бабасюка, «Женский тяжёлый труд в Царской России» Василия Бакшеева, «За кем правда?» Нины Веселовой, «Октябрьские лозунги мира. У Нарвской заставы. 1917 год» Александра Дейнеки, «Сыны России (депутаты-большевики IV Государственной Думы в ссылке» Олега Еремеева, «Пионеры приветствуют XXI съезд КПСС» Василия Ефанова, «Первый рабфак» Леонида Кривицкого, «Летом 1941 года (Наши солдаты)» Юрия Кугача, «В 1941 году (Война началась)» Бориса Лавренко, «Рядовой Октября» Анатолия Левитина, «Мы новый мир построим» Петра Литвинского (совместно с Виктором Рейхетом и Владимиром Скрябиным), «Первая Конная» Бориса Малуева, «Ополченцы» Евсея Моисеенко, «Защитники Петрограда» Константина Молтенинова, «Конец иллюзий. 9 января 1905 года» Ярослава Николаева, «На баррикадах» Дмитрия Обозненко, «Первая борозда» Николая Овчинникова, «В. И. Ленин ранен» Авенира Пархоменко, «Освобождение Северной Кореи» Пен Варлена, «Микула Селянинович» Георгия Песиса, «Октябрь», «Партизаны» Всеволода Петрова-Маслакова, «Председатель Совнаркома», «В. И. Ленин в Ялкала» Варвары Раевской-Рутковской, «Вести из деревни» Владимира Серова, «Таманский поход», «Год 1918-й» Юрия Скорикова, «Весна великого перелома (В колхоз)», «Кузнецы» Александра Соколова, «Партизанские тропы» Василия Соколова, «Повесть о блокаде» Юрия Тулина и другими.
Тематическая картина была представлена работами «Товарищи» Павла Аба, «Экскаваторщики» Николая Абрамова, «В колхозном рыбачьем посёлке» Николая Андрецова, "Спуск на воду танкера «Пекин» Всеволода Баженова, «Весна в колхозе» Леонида Байкова, «Гости фестиваля в колхозе» Дмитрия Беляева, «Гости» Ольги Богаевской, «Солдатские думы», «Весна» Эдуарда Браговского, «Летнее утро (Цветочница)» Николая Брандта, «На лесосеке» Ирины Бройдо, «Возвращение» Златы Бызовой, «На лесах» Виталия Вальцева, «Шофёрская весна» Нины Веселовой, Праздник в Вороново (Чувашия) Леонида Кабачека и Нины Веселовой, «На дорогах Карелии» Николая Галахова, «В птичьем городке» Тараса Гапоненко, «Утро индустриальной Невы» Крума Джакова, «Геологи» Алексея Еремина, «У клуба», «Победители скачек» Леонида Кабачека, «Песни новой Чувашии» Петра Кипарисова, «Судоремонтники» Энгельса Козлова, «Трое» Майи Копытцевой, «Освоение Севера» Бориса Корнеева, «Финиш» Анны Костиной, «Весенний день. Цветёт сирень», «Собираются на новоселье» Юрия Кугача, «Обеспеченная старость (Ветераны русской сцены в Доме ВТО им. А. А. Яблочкиной)» Александра Лактионова, «В новые края» Анатолия Левитина, «Новый хозяин», «На работу в колхоз» Олега Ломакина, «Ушёл последний пароход» Евгения Мальцева, «Молодожёны целинники», «На току», «Огни в степи», «Письма пришли» Дмитрия Мочальского, «Полдень», «Вечер» Михаила Натаревича, «Бакенщик» Георгия Нисского, «Моряна (Каспий)» Владимира Овчинникова, «Лето» Аркадия Пластова, «Они начинали Братскую ГЭС» Юрия Подляского, «Северный базар» Николая Позднеева, «На лесах Большого театра», «Штукатуры» Виктора Попкова, «Карусель», «На ярмарке», «В районе новостроек» Александра Пушнина, «На привале» Игоря Раздрогина, «Земля золотая», «Всегда с нами» Виктора Рейхета, «На мирной земле» Александра Романычева, «Утро стройки», «Молодое море», «И пошагали» Якова Ромаса, «Тихий час» Галины Румянцевой, «На карнавал», «Праздничный вечер на Неве» Николая Рутковского, «О русской женщине» Глеба Савинова, «Душа солдата (Дети войны)» Фёдора Савостьянова, «В Листвянке» Владимира Саксона, «Буеристы», «Из сурового похода» Виктора Саморезова, «Племя молодое» Александра Самохвалова, «Для народа (В Эрмитаж)» Александра Сегала, «Машинисты» Владимира Селезнева, «В ленинградской Филармонии. 1942 год» Иосифа Серебряного, «Путь свободен» Фёдора Смирнова, «После смены» Галины Смирновой, «Приезд на слёт колхозников-передовиков» Владимира Стожарова, «Базар на Кубани» Владимира Токарева, «Строители Волховстроя» Бориса Угарова, «Во имя Родины» Бориса Фёдорова, «Вернулись», «Лесопункт на Онеге» Петра Фомина, «Налёт продолжается» Лидии Фроловой-Багреевой, «Донбасс», «Молодёжь Донбасса. После смены» Бориса Харченко, «Мирные будни», «Вечернее раздумье» Семена Чуйкова, «В забое» Бориса Щербакова и другими.
Портрет современника был представлен работами «Портрет В. М. Бехтерева» Михаила Аникушина, «Энтузиасты Кировского завода» Николая Бабасюка, «Наташа» Ирины Балдиной, «Портрет маршала Говорова» Вениамина Боголюбова, «Хлеборобы (групповой портрет)» Петра Бучкина, «Портрет П. Л. Домбровского, водолаза Краснознамённого Балтфлота, старшины II статьи» Анатолия Васильева, «Сергей Есенин» Игоря Веселкина, «Портрет председателя колхоза М. Г. Долгова» Нины Веселовой, «Председатель колхоза», «Ударница» Сергея Герасимова, «Портрет рязанской доярки Раисы Трифоновой» Ильи Глазунова, «Автопортрет» Игоря Грабаря, «Маринка» Василия Ефанова, «Портрет Н. Е. Стрельцова, бригадира бригады коммунистического труда судосборщиков Балтийского завода» Нины Ивановой, «Депутат Верховного Совета» Бориса Иогансона, «Портрет бригадира А. И. Перепёлкина» Леонида Кабачека, «Портрет Кати Балтиной из бригады отделочников», «Работница» Бориса Корнеева, «Портрет В. Руденко, обрубщика Кировского завода» Валерии Лариной, «Грузчик», «Школьная няня» Анатолия Левитина, «А. А. Сергеева, доярка колхоза им. В. И. Ленина» Владимира Малагиса, «Портрет скульптора В. Л. Рыбалко» Евсея Моисеенко, «Портрет С. М. Будённого» Дмитрия Налбандяна, «Портрет студентки Закия», «Партизанка» Самуила Невельштейна, «Портрет архитектора С. В. Васильковского», «Портрет народного артиста РСФСР В. Н. Тхапсаева» Виктора Орешникова, «Портрет В. М. Бирюкова, токаря-новатора Ленинградского Металлического завода, лауреата Сталинской премии» Валерия Пименова, «Сплавщик В. В. Бойцов» Игоря Раздрогина, «Солдат Михаил Матвеев», «Электрокарщица Тоня Горячкина» Семена Ротницкого, "Портрет Ф. Безуглова, плавильщика завода «Красный выборжец» Иосифа Серебряного, «Рабочий» Владимира Серова, «Казачка», «Девушка с вербой» Владимира Токарева, «Шахтёр», «Портрет народного артиста Л. С. Вивьена» Михаила Труфанова, «Сын полка» Леонида Фокина, «Прокатчик» Захара Хачатряна, "Групповой портрет бригады коммунистического труда строителей ледокола «Ленин» Соломона Эпштейна и другими.
Пейзаж был представлен работами «Ледоход» Николая Абрамова, «Возвращение стада» Леонида Байкова, «Летняя луна» Василия Бакшеева, «Ленинградский театр драмы им. А. С. Пушкина» Михаила Бобышова, «К вечеру», «После дождя» Фёдора Богородского, «Вечер на пашне» Александра Бубнова, «Ленинград. Ланская» В. А. Вальцефера,  «Под Рязанью» Игоря Веселкина, «Летний дождик», «Вышний Волочёк» Эдварда Выржиковского, «Северная весна», «Сибирская деревня» Николая Галахова, «Колхозный пейзаж» Сергея Герасимова, «Красноярские столбы» Якова Голубева, «Берёзовая аллея» Игоря Грабаря, «Село Прилуки», «На Оке», «Бурный день» Алексея Грицая, «Кижи» Алексея Еремина, «Утро», «Байкальский мотив» Вячеслава Загонека, «Весна на Малой Охте» Сергея Захарова, «Ленинград. Улица Гороховая», «Ленинград. На бывшей Сенной» Михаила Канеева, «Сельский пейзаж» Бориса Котика, «Косогорский металлургический завод. Вечер» Александра Куприна, «Ленинград. Площадь Островского» Ивана Лавского, «Весна», «Полдень» Алексея Либерова, «Родные места» Евгения Мальцева, «Колхозный пейзаж» Гавриила Малыша, «Под снегами» Георгия Нисского, «Новгород» Филарета Пакуна, «На окраине» Георгия Песиса, «Весной» Николая Позднеева, «Лесное озеро», «Ольха», «Зимнее утро» Николая Ромадина, «Зима на реке Мста», «Северный Урал» Ивана Савенко, «Ленинградский пейзаж» Глеба Савинова, «На Неве (Ленинградский порт)» Фёдора Савостьянова, «Гроза прошла», «Майским утром» Валентина Сидорова, «Белый день» Фёдора Смирнова, «Похолодало», «Мельница в Григоркове» Владимира Стожарова, «Вечерний Невский проспект» Георгия Татарникова, «Октябрь. Первый снег», «Начало весны», «Мартовское солнце», «Вечер. Сиреневый час» Николая Тимкова, «Сумерки» Надежды Штейнмиллер, «Везут сено», «Зимка» Владимира Юкина и другими.
Натюрморт был представлен работами «Натюрморт» Ольги Богаевской, «Цветы. Натюрморт» Нины Веселовой, «Розы» Игоря Грабаря, «Натюрморт» Сергея Захарова, «Сирень» Бориса Иогансона, «Лимоны», «Осенняя черёмуха», «Ветка яблони в цвету» Майи Копытцевой, «Натюрморт. Зима» Николая Позднеева, «Натюрморт. Завтрак» Кима Славина, «Натюрморт» Владимира Стожарова и другими.

## О выставке
Упоминания о выставке и экспонировавшихся на ней произведениях встречаются, помимо периодических изданий, в многочисленных источниках по изобразительному искусству. В том числе в многотомном энциклопедическом издании «Художники народов СССР. Биобиблиографический словарь», в монографиях и каталогах выставок, посвящённых творчеству ленинградских художников А. Самохвалова, Г. Савинова, Я. Николаева, М. Труфанова, А. Мыльникова, М. Канеева, Е. Моисеенко и многих других.